# Madūra no Tsubasa
The Wing of Madoola (マドゥーラの翼 Madūra no Tsubasa?, Lit. "La Ala de Madoola"), es un videojuego de acción-aventura de Sunsoft publicado por la consola de 8-bit, Family Computer on 18 de diciembre de 1986 en Japón. También fue relanzado por los dos-en-un juego de PlayStation Memorial Series Sunsoft Vol.3, también concluye a Tōkaidō Gojūsan-tsugi otro juego de Sunsoft.

## Otras Apariencias
- Barcode World (1992 - Famicom)
- Shanghai Musume: Mahjong Girls (2011 - iOS, Android)

- Datos: Q21006250